# Oddelek za germanistiko z nederlandistiko in skandinavistiko, Filozofska fakulteta v Ljubljani
Oddelek za germanistiko z nederlandistiko in skandinavistiko deluje na Filozofski fakulteti Univerze v Ljubljani. 
Programa germanistike in nemcistike omogočata intenzivno spoznavanje nemškega jezika ter kultur in književnosti nemško govorečih skupnosti. Pester nabor predmetov omogoča usvajanje širokega spektra medkulturnih sporazumevalnih zmožnosti v nemščini. Za pridobitev širših jezikovnih in kulturnih kompetenc nudi program germanistike poleg nemščine še usposabljanje v drugem germanskem jeziku, v nizozemščini ali švedščini. Oba programa dajeta temeljno humanistično izobrazbo in usposabljata za delovanje na najrazličnejših področjih, ki imajo stik z nemškim prostorom.

## Zgodovina
Dr. Jakob Kelemina, mednarodno priznan strokovnjak za nemško srednjeveško književnost je bil na novi Univerzi v Ljubljani pozvan, da ustanovi germanski seminar. Ta je začel delovati leta 1920 in je pozneje v sklopu Filozofske fakultete UL prerasel v Oddelek za germanske jezike in književnosti.  
S širino in mnogostranskostjo svojega zanimanja ustvaril trdne temelje za razvoj germanistike na Slovenskem v številne smeri, na Univerzi v Ljubljani pa je že leta 1920 postal tudi predstojnik germanskega seminarja, oddelek pa je nato vodil vse do svoje smrti leta 1957.
Vojna je močno prizadela germanski seminar, predvsem z uničenjem knjižnice seminarja in marsikaterega nenadomestljivega dela v požaru januarja 1944. V povojnem obdobju si je prof. dr. Janez Stanonik  zelo prizadeval, da bi knjižnico čim bolj obnovili.
Po drugi svetovni vojni je bil iz razumljivih razlogov študij germanistike sprva močno zapostavljen na račun uveljavljajoče se anglistike, a je bil Oddelek za germanske jezike in književnosti več desetletij med številčno najmočnejšimi oddelki na Filozofski fakulteti UL. Dinamičen razvoj številnih študijskih programov s področja nemškega in angleškega jezika ter obeh književnosti je leta 1998 pripeljal do razdelitve Oddelka za germanske jezike in književnosti ter ustanovitve ločenih oddelkov Filozofske fakultete UL: Oddelka za germanistiko z nederlandistiko in skandinavistiko ter Oddelka za anglistiko in amerikanistiko.
V petdesetih in šestdesetih letih 20. stoletja se je katedra za nemški jezik okrepila z novimi kadri, tako da je postal pouk veliko bolj diferenciran. V spremenjenem
delovnem okolju – ob selitvi v novo zgradbo leta 1961 – se je pospešil razvoj stroke in se je izboljšala izvedba pouka, tudi z AV- in jezikovnim
laboratorijem. Študij je postal bolj individualiziran in organiziran z uvedbo manjših skupin v tako imenovanih lektorskih vajah.
Preskok na
sodobno in povsem mednarodno primerljivo germanistiko z ustrezno paleto
področij, podkrepljenih z lastnimi raziskavami, je uspel – po razvrščanju
Antona Janka – tretji  in četrti
generaciji germanistov in germanistk, najštevilčnejša pa je peta generacija germanistk
in germanistov, ki skuša po eni strani graditi na oddelčnih tradicijah,
predvsem proučevati razvejano področje medjezikovnih in medkulturnih stikov,
torej po eni strani nadgraditi komparativne in kontrastivne študije, po drugi
strani pa slediti in sooblikovati sodobne lingvistične in literarnovedne
pristope, s tem pa zagotoviti mednarodno primerljivost in kakovost pouka ter
raziskovanja na oddelku za germanistiko.
K bogatenju
ponudbe, profiliranju in prepoznavnosti oddelka na fakulteti in navzven
pripomorejo še trije pomembni dejavniki: vključenost lektoratov za nizozemščino
in za švedščino, delovanje tujih lektorjev in gostujočih učiteljev ter skrb za
nemščino v drugih disciplinah in študijskih programih. Poleg tega so s sčasoma
začeli uvajati tudi novi programi in njimi je bila najpomembnejša uvedba
enopredmetnega oziroma samostojnega študija nemščine v začetku devetdesetih let
20. stoletja, saj je večina oddelkov filozofske fakultete samostojni študij
uvedla že sredi osemdesetih let 20. stoletja ali prej.
V zadnjih
letih, predvsem po uveljavitvi bolonjskega študija,  so člani in članice oddelka veliko vložili v
izboljšanje konkretnega pouka, saj ugotavljajo, da se raven in izobrazba
študentov in študentk spreminjata in zahtevata dodatno motiviranje in ponudbe.
Zato so začeli uvajati posodobljene oblike poučevanja, ne več običajni
frontalni pouk, temveč skupinsko in projektno delo, predvsem pa e-učenje,
izboljšanje znanja in kompetenc pri diplomantih in diplomantkah pa  dosegajo tudi s stalnim strokovnim
spopolnjevanjem oziroma permanentnim izobraževanjem.

## Organiziranost

### Seznam kateder in lektoratov
- Katedra za nemški, nizozemski in švedski jezik
- Katedra za starejši nemški jezik in starejšo nemško književnost
- Katedra za novejšo nemško književnost
- Katedra za moderno in sodobno nemško književnost
- Katedra za didaktiko nemščine
- Katedra slovensko-nemške kontrastivne študije
- Lektorat za nizozemski jezik in kulturo
- Lektorat za švedski jezik in kulturo
- Lektorati nemškega jezika ne nefiloloških oddelkih

### Zgodovina lektoratov
Lektorata nizozemščine in švedščine imata na
oddelku različno dolgo tradicijo. Oba nudita intenzivni jezikovni pouk,
omogočata pridobitev certifikatov ter se v višjih letnikih ukvarjata tudi s
posredovanjem znanja o družbi in kulturi ter literaturi obeh držav. Posredujeta
štipendije nizozemskih oziroma švedskih institucij in sodelujeta v dvostranskih
in evropskih projektih.

### Lektorat za nizozemski jezik in kulturo
Zasluge za nastanek in uveljavitev
nizozemskega jezika na Filozofski fakulteti, lahko pripišemo nederlandistu in
umetnostnemu zgodovinarju Paulu van den Heuvelu, ki je leta 1989 prostovoljno
začel s tečajem, kjer je poučeval nizozemščino in s tem pritegnil veliko ljudi,
ki so prisostvovali na omenjenih tečajih. Dober odziv pripisujejo Heuvelovim
pedagoškim spretnostim, saj je veliko časa posvečal raznim motivacijskim zunaj študijskim
dejavnostim. Leta 1991 je nizozemščina postala izbirni drugi tuji jezik v
okviru študija nemškega ali angleškega jezika. Leta 2008 pa je z uvedbo
bolonjskega študijskega programa nizozemščina poleg tega postala še posebno
izpostavljeni izbirni predmet na programu germanistika.
Povezava, v kateri si lahko prebere več o
lektoratu Arhivirano 2018-03-22 na Wayback Machine.. 

### Lektorat za švedski jezik in kulturo
Precej daljšo zgodovino kot nederlandistika ima
na oddelku skandinavistika. Že v petdesetih letih 20. stoletja je gostovanje
danskega slavista spodbudilo prof. dr. Janeza Orešnika, da se je lotil
intenzivnega proučevanja skandinavskih jezikov. Leta 1971 je bila ustanovljen
stalni lektorat švedščine, ki ga je do leta 1995 vodila Švedinja Lena
Holmqvist, ki je objavila tudi nekaj študij o slovensko-švedskih kulturnih
stikih. Po njenem odhodu se je zvrstilo nekaj švedskih lektorjev, ki so
prihajali v Ljubljano le občasno, zaradi česar sta se zmanjšala najprej ponudba
in nato še zanimanje za ta nordijski jezik. V tem času se je v švedskem
mestu  Uppsala usposobila anglistka Mita
Gustinčič Pahor, ki je leta 2004 na filozofski fakulteti prevzela pouk
švedščine in ponovno spodbudila zanimanje študentov oddelka in fakultete. 

## Študijski programi

### Vizija
Na oddelku germanistike si prizadevajo, da bodoče
diplomante in magistre čim bolje spoznajo z germanskimi jeziki, kulturo in
književnostjo, kar pa dosegajo z visoko postavljenimi standardi, mednarodnimi
izmenjavami med študenti in profesorji ter praktičnim delom, kjer študentje
najlažje izkoristijo pridobljeno teoretično znanje.

### Študij pred bolonjskim programom
Pred letom 2009, ko je nastopil bolonjski način
študija, so študentje Oddelka za germanistiko z nederlandistiko in
skandinavistiko lahko na dodiplomskem študiju izbirali med naslednjimi smermi:
- Enopredmetni študij nemščine s pedagoško usmeritvijo

- Enopredmetni študij nemščine z nepedagoško usmeritvijo

- Dvopredmetni študij nemščine s pedagoško usmeritvijo

- Dvopredmetni študij nemščine z nepedagoško usmeritvijo

Na
podiplomskem študiju pa so lahko izbirali med:
- Stari nemški jezik in književnost
- Nemška književnost
- Moderni nemški jezik
- Didaktika nemškega jezika

Oba študijska programa
pedagoške usmeritve sta diplomante usposabljala za poučevanje nemškega jezika
in književnosti na vseh ravneh, od predšolske do visokošolske. Pri obeh
pedagoških smereh univerzitetnega študija so diplomanti z diplomo pridobili
naziv profesor nemškega jezika in književnosti. Programa nepedagoške usmeritve
pa sta usposabljala slušatelje za razne oblike medjezikovne in medkulturne
komunikacije in posredovanja, kar je potrebno pri vrsti kulturnih in
gospodarskih dejavnosti (npr. novinarstvo, turizem, diplomatska služba). Pri
enopredmetnem in dvopredmetnem študiju nepedagoške smeri so diplomanti z
diplomo pridobili naslov diplomirani nemcist oz. germanist.

### Dodiplomski študij po bolonjskem programu
Leta 2009 so vse slovenske fakultete začele izvajati
bolonjski študij, ki je prinesel nekaj sprememb.
Študentje na oddelku za germanistiko s skandinavistiko
in nederlandistiko lahko po bolonjski stopnji na dodiplomskem študiju izbirajo
med dvema smerema:
- Univerzitetni študijski program prve stopnje Germanistika

Prvostopenjski
program Germanistika omogoča intenzivno triletno osnovno spoznavanje nemškega
jezika, kultur in književnosti dežel nemškega govornega področja ter usvajanje
medkulturnih sporazumevalnih zmožnosti v nemščini, ki so potrebne za delovanje
v različnih delovnih in komunikacijskih okoljih. Poleg tega pa program nudi
tudi usposabljanje v drugem tujem jeziku, ki naj bi načeloma bil germanski,
izbirajo pa lahko med nizozemščino ali švedščino, ki pa ju sicer ni mogoče
zaključiti samostojno.
Temeljni
cilji programa so, da študentje pridobijo čim več znanja in medkulturne
jezikovne zmožnosti, prav tako pa tudi fleksibilno uporabo pridobljenih znanj v
različnih situacijah. V primeru, da so s programom zadovoljni in so željni še
dodatnega znanja, lahko študij nadaljujejo na drugi stopnji, kjer gre še za
nadgradnjo.
- Dvodisciplinarni univerzitetni študijski program prve stopnje Nemcistika

Prvostopenjski
dvodisciplinarni program Nemcistika omogoča triletni osnovni študij nemškega
jezika, kultur in književnosti dežel nemškega govornega področja ter usvajanje
medkulturnih sporazumevalnih zmožnosti v nemščini, ki so potrebne za delovanje
v različnih delovnih in komunikacijskih okoljih. Diplomanti omenjenega programa
so kompetentni predvsem za opravljanje del in nalog, ki terjajo dobro
poznavanje nemščine, kulturnih posebnosti in medkulturnega komuniciranja,
bodisi v obliki posredovalne pomoči ali samostojnega strokovnega dela.
Zaposlujejo se na različnih področjih gospodarstva ter v javnih in državnih
službah, ki imajo stike s tujino.

### Podiplomski študij po bolonjskem programu
Študentje na oddelku za germanistiko s skandinavistiko in nederlandistiko
lahko po bolonjski stopnji na podiplomskem študiju izbirajo med štirimi smeremi:
- Magistrski študijski program druge stopnje Germanistika / Masterstudiengang Germanistik

Magistrski
študijski program Germanistika traja 2 leti, oziroma 4 semestre. Diplomantke in
diplomanti magistrskega študijskega programa Germanistika pridobijo znanja in medkulturne jezikovne zmožnosti,
ki po mednarodnih standardih ustrezajo profilu magistra oziroma magistrice
germanistike. Program omogoča nadgradnjo prvostopenjskega programa Germanistika in usposablja za
kompleksne, zahtevne, vodilne in ustvarjalne naloge in potrebe na jezikovnem,
besedilnem, kulturnem in medkulturnem področju.
- Magistrski dvodisciplinarni študijski program druge stopnje Nemcistika

Drugostopenjski
dvodisciplinarni študijski program Nemcistika traja 2 leti, oziroma 4
semestre. Diplomantke in diplomanti drugostopenjskih dvodisciplinarnih
študijskih programov si pridobijo znanja in usposobljenosti iz dveh disciplin.
Poleg ciljev, ki jih dosegajo na področju obeh izbranih disciplin, so
diplomanti usposobljeni pridobljena znanja 
povezovati med seboj in z drugimi področji, transfer znanja iz enega
področja na drugega pa spodbuja njihovo fleksibilno uporabo v različnih
situacijah. 
Cilj
dvodisciplinarnih programov je usposobiti diplomantke in diplomante za
raznovrstne kompetence na podlagi razumevanja in povezovanja različnih vidikov
interdisciplinarnosti na višjem strokovnem nivoju.
- Magistrski enopredmetni pedagoški študijski program druge stopnje Nemščina

Drugostopenjski
enopredmetni pedagoški študijski program Nemščina traja 2 leti, oziroma
4 semestre. 
Diplomanti
in diplomantke magistrskega drugostopenjskega pedagoškega programa Nemščina
pridobijo kvalitetno družboslovno in humanistično izobrazbo s področja nemškega
jezika in književnosti, s poudarkom na vzgojno-izobraževalnih vedah.
- Magistrski dvopredmetni pedagoški študijski program druge stopnje Nemščina

Drugostopenjski dvopredmetni pedagoški
študijski program Nemščina traja 2 leti, oziroma 4 semestre. Diplomanti
in diplomantke magistrskega dvopredmetnega pedagoškega študijskega programa Nemščina
pridobijo kvalitetno družboslovno in humanistično izobrazbo s področja
nemškega jezika in književnosti, s poudarkom na vzgojno-izobraževalnih vedah.

## Predstojniki
- 1920-1957: prof. dr. Jakob Kelemina
- 1960-1984: akad. prof. dr. Janez Stanonik
- 1984-1988: prof. dr. Mirko Jurak
- 1988-1992: prof. dr. Meta Grosman
- 1992-1996: prof. dr. Anton Janko
- 1996-1998: prof. dr. Meta Grosman
- 1998-2000: prof. dr. Anton Janko
- 2000-2002: prof. dr. Stojan Bračič
- 2002-2004: prof. dr. Mira Miladinović Zalaznik
- 2002-2010: prof. dr. Neva Šlibar
- 2010-2014: prof. dr. Marija Javor Briški
- 2014-2018: prof. dr. Špela Virant
- 2018-2021: izr. prof. dr. Irena Samide
- 2021- : doc. dr. Petra Kramberger

## Sodelovanje z drugimi šolami
Tuje lektorice in lektorji, torej predavatelji ali
celo gostujoči učitelji iz Avstrije in Nemčije, so vsa leta obstoja oddelka
pomembno prispevali k njegovemu razvoju. 
Posebno dragoceno je bilo njihovo delovanje v
osemdesetih letih 20. stoletja, ko je imel oddelek zaradi generacijske reže ali
nesrečnih okoliščin, pomanjkanje učiteljev. Iz strokovnih razlogov se je na
oddelku razvila praksa, da je DAAD (Deutscher
Akademischer Austauschdienst - Nemška akademska služba za izmenjavo,
ki vsako leto ponuja štipendije za tuje študente in znanstvenike)-lektor iz Zvezne republike Nemčije do začetka
devetdesetih let 20. stoletja izvajal predavanje in seminarje iz nemške
literature, vzhodnonemški lektor pa predaval na jezikoslovnih področjih.
Pozneje, ko
so bili habilitirani že lastni kadri, smo od tujih učiteljev predvsem
pričakovali, da nudijo študentom in študentkam uvid v kulturo in »civilizacijo«
svoje države in jih dobro jezikovno usposobijo. Nemško književnost so s sodelovanjem
DAAD-a v preteklosti poučevali številni profesorji iz različnih koncev
nemoškogovorečih območij, ki so strokovnjaki na svojih področjih.

## Mednarodne izmenjave
Študenti
oddelka za germanistiko z nederlandistiko in skandinavistiko lahko del
študijskih obveznosti opravljajo tudi v tujini, kjer lahko študij opravljajo
pol leta ali eno leto. Možnost študija v tujini lahko opravljajo preko dveh mednarodnih
projektov – Erasmusa ali Ceepusa.

### Erasmus
Študentje,
ki odhajajo na študij v tujino preko projekta Erasmus, morajo tam opraviti del
študijskih obveznosti, kar nadzirajo tudi pristojni organi. Vsako leto oddelek
razpiše mesta in univerze, kamor se študentje določenega oddelka lahko
odpravijo, pred tem pa morajo izpolnjevati še določene pogoje. Študenti oddelka
za germanistiko z nederlandistiko in skandinavistiko lahko v okviru študijskih
izmenjav v tujini študirajo nemščino, pa tudi nizozemščino in švedščino. 
Povezava Arhivirano 2014-03-14 na Wayback Machine. podaja natančnejše podatke o projektu Erasmus.

### CEEPUS
Drug
mednarodni projekt,  preko katerega lahko
študentje germanistike opravljajo študij v tujini je  CEEPUS (Central European Exchange Programme for
University Studies) - regionalni program, ki je pričel delovati marca 1995. Cilj
programa je vzpostaviti in spodbujati mobilnosti študentov in profesorjev med
sodelujočimi državami ter izkoristiti prijateljske povezave in možnosti za
oblikovanje skupnih študijskih programov. Podobno kot pri Erasmusu, morajo
študentje za študij v tujini izpolnjevati določene pogoje.
Na tej povezavi Arhivirano 2014-09-30 na Wayback Machine. si lahko podrobneje preberete vse o
Ceepus izmenjavi.

## Publikacije, ki jih izdaja oddelek
Oddelek
izdaja in sodeluje pri izdelavi publikacij, ki so namenjene tako študentom, kot
tudi profesorjem oddelka.
- Vestnik Društva za tuje jezike in književnosti je izhajal od leta 1962 do leta 2006,

- alleMANIAK,
- Knjižna zbirka Slovenske germanistične študije (do sedaj je izšlo 12 knjig).

## Knjižnica
Knjižnica za
anglistiko, germanistiko in prevajalstvo je skupna knjižnica treh oddelkov:
Oddelka za anglistiko in amerikanistiko, Oddelka za germanistiko z
nederlandistiko in skandinavistiko ter Oddelka za prevajalstvo. Je ena izmed 18
oddelčnih knjižnic na Filozofski fakulteti, ki so organizacijsko in strokovno
povezane v Osrednji humanistični knjižnici. 
Knjižnica ima
dolgo zgodovino, saj je bila ustanovljena že leta 1920. Ves čas je bila in je
pomembna opora študijskemu procesu in znanstveno-raziskovalnemu delu najprej
enega oddelka (germanistika), nato dveh in slednjič celo treh. Leta 1998 se je
knjižnica ob delitvi oddelka preimenovala v Knjižnico oddelkov za anglistiko in
germanistiko, 2006 pa je s priključitvijo knjižnice Oddelka za prevajalstvo postala
Knjižnica za anglistiko, germanistiko in prevajalstvo.
Celotna
knjižnična zbirka obsega preko 83.600 enot gradiva (konec 2014), okoli 75%
gradiva je vnesenega v vzajemni katalog COBIB, ostalo je obdelano klasično – z listkovnimi
katalogi.
Povezava Arhivirano 2015-09-22 na Wayback Machine. vas pripelje na glavno stran Osrednje humanistične knjižnice.
Direktna
povezava Arhivirano 2015-06-01 na Wayback Machine. na spletno stran knjižnice za anglistiko, germanistiko in
prevajalstvo.

## Študentske dejavnosti
- Tutorstvo – podobno kot večina oddelkov na Filozofski fakulteti, ima tudi Oddelek za germanistiko poskrbljeno, da imajo študentje ves čas na voljo pomoč pri kakršnih koli vprašanjih, povezanih s študijem. To jim omogočajo tutorji. Običajno so to študentje višjih letnikov, ki so preko emaila ali osebno dosegljivi za odgovore in nasvete ostalim študentom, pogosto pa tudi sodelujejo pri organizaciji raznih dogodkov, ki jih pripravlja oddelek,[8]
- KŠAG – Klub študentov anglistike in germanistike organizira ob študijske družabne in strokovne dejavnosti (ekskurzije, družabna srečanja in prireditve),
- alleMANIAK – oddelčni študentski časopis, ki ga je možno prebirati tudi na spletni strani germanistika.NET

## Mednarodni kongresi oziroma simpoziji
- 1984 mednarodni simpozij posvečen obletnici smrti pesnice Ingeborg Bachmann (organizator katedra za nemško književnost je v sodelovanju z Avstrijskim kulturnim inštitutom),
- 1990 mednarodno srečanje skupine Mediavistisches Colloquium v Rogaški Slatini (organizator profesor dr. Anton Janko),
- 1992 na Univerzi v Ljubljani organizirana konferenca o Robertu Musilu (organizirala izred. prof. dr. Neva Šlibar),
- 1994 v Ljubljani organiziran simpozij “Anastasius Grün und die politische Dichtung Österreichs im Vormärz” (organizatorja profesor dr. Anton Janko in doc. dr. Mira Miladinović Zalaznik),
- 1995 konferenca Besedilne vrste (organizirala profesor dr. Anton Janko in dr. Siegfried Heusinger),
- leta 1997 pa konferenco Besedilne vrste v medkulturni komunikaciji, oboje na Filozofski fakulteti v Ljubljani,
- 2000: Letna konferenca ÖGG (Avstrijsko germanistično združenje),
- 2001: 36. mednarodni lingvistični kolokvij (organizator prof. dr. Stojan Bračič),
- 2002: Germanistika v kontaktnem prostoru Europa II (organizirala prof. dr. Mira Miladinović Zalaznik),
- 2004: Nemški literarni tisk 19. in 20. stoletja v jugovzhodni Evropi (organizirala prof. dr. Mira Miladinović Zalaznik),
- 2004: XXXII. mednarodni medievistični kolokvij (organizirala izr. prof. dr. Marija Javor Briški),
- 2005: Anastazij Grün – v našem prostoru in času (organizirala prof. dr. Mira Miladinović Zalaznik in dr Stane Granda),
- 2006: Novi pristopi pri pouku tujih jezikov (organizirala dr. Ana Marija Muster),
- 2006: Ingeborg Bachmann: nova branja in nadaljnje pisave (organizirala prof. dr. Neva Šlibar),
- 2007: Nemščina kot tuji jezik na germanistikah v jugovzhodni Evropi: novi programi, novi izzivi, novo regionalno sodelovanje v bolonjskem procesu (organizirala prof. dr. Neva Šlibar),
- 2007: Nastanek literarnih središč jugovzhodne Evrope. Teoretični osnutki in reprezentativni primeri (organizirala prof. dr. Mira Miladinović Zalaznik),
- 2008: Od transgresije k dialoškosti in medkulturnosti: sprememba literarnih in kulturnih paradigem (MOVENS) (organizirali izr. prof. dr. Marija Javor Briški in doc. dr. Irena Samide),
- 2013: Provinz als Denk – und Lebensform,
- 2013: Ideen- und Erfahrungswelten in der deutschen Literatur des Mittelalters und der Frühen Neuzeit.[2]